# George Villiers, II duca di Buckingham
George Villiers, II duca di Buckingham (Londra, 30 gennaio 1628 – Kirkbymoorside, 16 aprile 1687), è stato un nobile, politico e poeta inglese.

## Vita

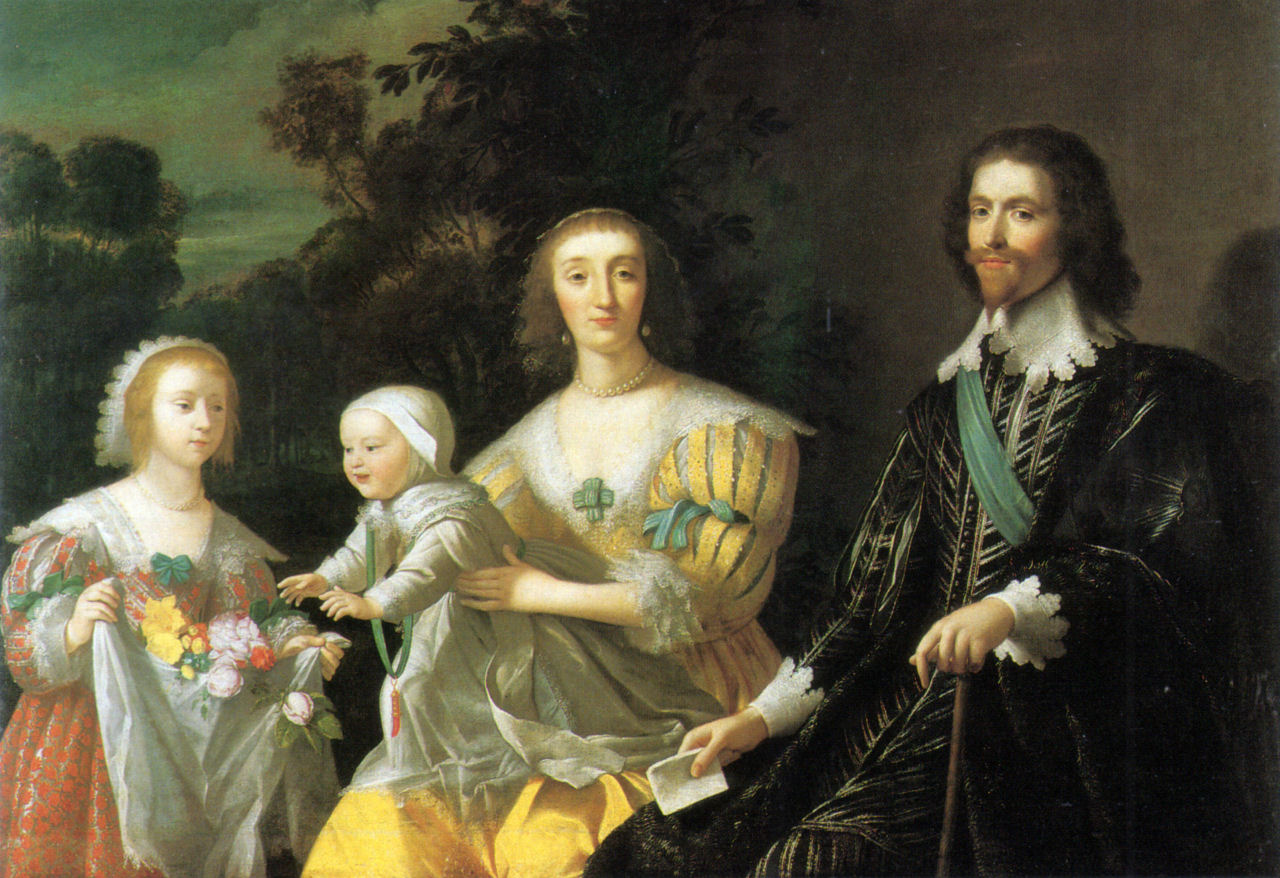
Ritratto di George Villiers, primo duca di Buckingham, e della sua famiglia, opera della scuola di Gerard van Honthorst

### Primi anni
George era il figlio primogenito maschio di George Villiers, primo duca di Buckingham, favorito dei re d'Inghilterra Giacomo I Stuart e Carlo I Stuart e di sua moglie Katherine Manners. Quando il padre morì, George aveva appena quattro mesi e fu posto, assieme al fratello minore Francis, sotto la protezione del re. George venne così educato presso il Trinity College di Cambridge dove nel 1642 ottenne la qualifica di Master of Arts.

### La guerra civile
Durante gli anni della guerra civile inglese George si unì alle truppe realiste di Carlo I e partecipò all'attacco presso Lichfield Close dell'aprile 1643. Quando fu troppo pericoloso rimanere in patria, sotto la protezione di Algernon Percy, X conte di Northumberland George passò in Italia e risiedette nelle città di Firenze e Roma. Suo fratello Francis venne ucciso presso Kingston upon Thames fuori Londra mentre George passò nei Paesi Bassi.

### L'esilio con Carlo II
Vista la sua partecipazione alla guerra nelle file dei realisti, il governo del Commonwealth con a capo Oliver Cromwell decise di confiscare le terre di Buckingham e di affidarle a Thomas Fairfax, III lord Fairfax di Cameron.
Il 19 settembre 1649 Carlo II Stuart decise di conferire a George le insegne dell'Ordine della Giarrettiera e il 6 aprile 1650 lo ammise nel Privy Council.
In opposizione a Edward Hyde caldeggiò un'unione con i presbiteriani scozzesi e accompagnò Carlo II in Scozia nel giugno 1650. Qui strinse un'alleanza con Archibald Campbell, I marchese di Argyll. Negli anni successivi comandò truppe realiste contro i repubblicani; il 3 settembre 1651 partecipò alla battaglia di Worcester per poi fuggire a Rotterdam.

### Ritorno in Inghilterra e prigionia
Nel 1657 Buckingham lasciò la corte di Carlo II sul continente e fece ritorno in Inghilterra dove, il 15 settembre, sposò Mary, la figlia di Lord Fairfax, colui che aveva ricevuto i suoi possedimenti durante i primi anni del governo di Cromwell. Ben presto però venne accusato di essere l'autore di una congiura dei presbiteriani contro il governo repubblicano e il 9 ottobre venne arrestato, nonostante l'interessamento di Lord Fairfax perché potesse essere prosciolto. Venne condannato a rimanere nella York House, residenza nel centro di Londra; tuttavia nell'aprile riuscì a fuggire, per poi essere ricatturato il 18 agosto. Venne così rinchiuso nella Torre di Londra. Venne rilasciato solo dietro riscatto pagato da Lord Fairfax; uscito di prigione seguì il suocero nella dura marcia contro John Lambert.

### La restaurazione e laCabal
Quando nel 1661 Carlo II tornò a Londra, Buckingham, che fu tra i primi ad accoglierlo presso Dover, venne nominato Gentleman of the Bedchamber ed ebbe l'onore di reggere il globo crucigero noto come Sovereign's Orb, creato appositamente per l'incoronazione di Carlo II (23 aprile 1661). Nel settembre dello stesso anno fu nominato Lord Lieutenant del West Riding dello Yorkshire. Qualche mese più tardi fu scelto per accompagnare la sorella del re, Enrichetta Anna, in Francia, dove avrebbe sposato il duca d'Orléans, fratello minore del re Luigi XIV; venne inoltre ammesso nel Privy Council il 28 aprile 1662 e gli furono restituiti i beni e le rendite che gli erano stati confiscati durante il periodo repubblicano.
Nel 1663 aiutò a fermare una rivolta sorta nello Yorkshire mentre nel 1665 partecipò alla seconda guerra anglo-olandese.
Tuttavia l'influenza di Lord Clarendon gli impediva di avere accesso ai più alti settori del potere politico; organizzò quindi la caduta di Clarendon, cercando in ogni modo di far venire meno il favore del sovrano nei suoi confronti.
Ben presto, alla fine della seconda guerra contro le Province Unite, gli attuali Paesi Bassi, il re decise di cacciare Clarendon, che fuggì in Francia con l'accusa di alto tradimento. Si formò quindi la Cabal, il gabinetto governativo formato dagli statisti Clifford, Arlington, Buckingham, Ashley (in seguito conte di Shaftesbury) e Lauderdale.

## Ascendenza
|                                           |                                   |                                    | Genitori         |  |  | Nonni |  |  | Bisnonni         |  |  | Trisnonni     |  |
|                                           |                                   |                                    |                  |  |  |       |  |  | William Villiers |  |  | John Villiers |  |
|                                           |                                   |                                    |                  |  |  |       |  |  | William Villiers |  |  | John Villiers |  |
|                                           |                                   | Agnes Digby                        |                  |  |  |       |  |  | William Villiers |  |  |               |  |
| George Villiers                           |                                   |                                    |                  |  |  |       |  |  | William Villiers |  |  |               |  |
|                                           |                                   | Colette Clerke                     | Richard Clerke   |  |  |       |  |  |                  |  |  |               |  |
|                                           |                                   | Colette Clerke                     | Richard Clerke   |  |  |       |  |  |                  |  |  |               |  |
|                                           |                                   | Colette Clerke                     | Agnes Baker      |  |  |       |  |  |                  |  |  |               |  |
| George Villiers, I duca di Buckingham     |                                   | Colette Clerke                     |                  |  |  |       |  |  |                  |  |  |               |  |
|                                           |                                   | Anthony Beaumont                   | William Beaumont |  |  |       |  |  |                  |  |  |               |  |
|                                           |                                   | Anthony Beaumont                   | William Beaumont |  |  |       |  |  |                  |  |  |               |  |
|                                           |                                   | Anthony Beaumont                   | Mary Basset      |  |  |       |  |  |                  |  |  |               |  |
| Mary Beaumont, contessa di Buckingham     |                                   | Anthony Beaumont                   |                  |  |  |       |  |  |                  |  |  |               |  |
|                                           |                                   | Anne Armstrong                     | Thomas Armstrong |  |  |       |  |  |                  |  |  |               |  |
|                                           |                                   | Anne Armstrong                     | Thomas Armstrong |  |  |       |  |  |                  |  |  |               |  |
|                                           |                                   | Anne Armstrong                     | Elizabeth Bawde  |  |  |       |  |  |                  |  |  |               |  |
| George Villiers, II duca di Buckingham    |                                   | Anne Armstrong                     |                  |  |  |       |  |  |                  |  |  |               |  |
|                                           | John Manners, IV conte di Rutland | Henry Manners, II conte di Rutland |                  |  |  |       |  |  |                  |  |  |               |  |
|                                           | John Manners, IV conte di Rutland | Henry Manners, II conte di Rutland |                  |  |  |       |  |  |                  |  |  |               |  |
|                                           | John Manners, IV conte di Rutland | Margaret Neville                   |                  |  |  |       |  |  |                  |  |  |               |  |
| Francis Manners, VI conte di Rutland      | John Manners, IV conte di Rutland |                                    |                  |  |  |       |  |  |                  |  |  |               |  |
|                                           |                                   | Elizabeth Charlton                 | Francis Charlton |  |  |       |  |  |                  |  |  |               |  |
|                                           |                                   | Elizabeth Charlton                 | Francis Charlton |  |  |       |  |  |                  |  |  |               |  |
|                                           |                                   | Elizabeth Charlton                 | Cicilia Fitton   |  |  |       |  |  |                  |  |  |               |  |
| Katherine Manners, XVIII baronessa de Ros |                                   | Elizabeth Charlton                 |                  |  |  |       |  |  |                  |  |  |               |  |
|                                           |                                   | Henry Knyvet                       | Henry Knyvett    |  |  |       |  |  |                  |  |  |               |  |
|                                           |                                   | Henry Knyvet                       | Henry Knyvett    |  |  |       |  |  |                  |  |  |               |  |
|                                           |                                   | Henry Knyvet                       | Anne Pickering   |  |  |       |  |  |                  |  |  |               |  |
| Frances Knyvet                            |                                   | Henry Knyvet                       |                  |  |  |       |  |  |                  |  |  |               |  |
|                                           |                                   | Elizabeth Stumpe                   | James Stumpe     |  |  |       |  |  |                  |  |  |               |  |
|                                           |                                   | Elizabeth Stumpe                   | James Stumpe     |  |  |       |  |  |                  |  |  |               |  |
|                                           |                                   | Elizabeth Stumpe                   | Bridget Bayton   |  |  |       |  |  |                  |  |  |               |  |
|                                           |                                   | Elizabeth Stumpe                   |                  |  |  |       |  |  |                  |  |  |               |  |